# Kadra Mohamed Dembil
Kadra Mohamed Dembil (sinh ngày 22 tháng 4 năm 1997) là một vận động viên chạy bộ cự ly trung bình người Somalia sống ở Ali Sabieh. Cô nói tiếng Somali và biết một số tiếng Pháp.
Năm 2012, Kadra đã tham gia câu lạc bộ Girls Run 2. Câu lạc bộ đã tài trợ chi phí mua thiết bị, chở cô đến thủ đô để tham gia các cuộc đua và chi phí học tập. Trong câu lạc bộ, cô là người chạy nhanh nhất cự ly 3000 mét, không có đối thủ. Phòng tập thể dục nơi cô tập luyện có một đường đua, chướng ngại vật làm từ lon sữa bột chứa đầy xi măng. Kadra bắt đầu mùa giải 2013 - 2014 với Girls Run 2, nhưng sau đó tham gia với câu lạc bộ Vệ binh Cộng hòa (nhân viên quân sự chịu trách nhiệm bảo vệ tổng thống), và kết thúc mùa giải của cô với họ.

## Thi Olympic
Cô đã tham dự Thế vận hội Junior 2014 ở Nam Kinh thi trượt dốc dài 2000 mét, một cuộc đua mà cô ấy chưa bao giờ tham gia trước đây. Để tập luyện, hố ban đầu được lấp đầy bằng đệm và gối, thay thế cho nước vì nước là một mặt hàng rất đắt đỏ ở Djibouti. Khi Kadra đã quen dần với phương pháp luyện tập này, cái hố sẽ chứa đầy nước để cô có thể tập luyện cho phù hợp với Thế vận hội Junior. Mặc dù Kadra bước vào Thế vận hội Junior với thành tích cá nhân tồi tệ nhất, cô đã hoàn thành với thời gian 7:07, phá vỡ kỷ lục cá nhân của mình sau 50 giây và hoàn thành thứ 11 trong đợt tranh tài đầu tiên. Trong lượt thi thứ hai, Kadra ngã ở lần nhảy nước thứ ba, khiến cô trở lại vị trí thứ 5; Khi tổng hợp với lần thi đầu tiên, vị trí cuối cùng của cô là vị trí thứ 14.
Cô đã tham dự Thế vận hội Mùa hè 2016 trong cuộc đua 1500 mét của phụ nữ; thời gian 4: 42,67 của cô ấy trong thời gian chạy không đủ điều kiện cho cô ấy vào bán kết.